# دانشکده نظامی مصر
دانشکده نظامی مصر (عربی: الکلیة الحربیة) دانشکده‌ای نظامی زیر نظر وزارت دفاع مصر است.

## فارغ‌التحصیلان سرشناس

### رئیس‌جمهوران
- محمد نجیب، فارغ‌التحصیل نوامبر ۱۹۱۷
- جمال عبدالناصر، فارغ‌التحصیل ژوئیه ۱۹۳۸
- انور سادات، فارغ‌التحصیل فوریه ۱۹۳۸
- حسنی مبارک، ۱۹۴۸
- محمد حسین طنطاوی
- عبدالفتاح سیسی

### معاونان رئیس‌جمهور
- عبداللطیف البغدادی
- عبد الحکیم عامر
- زکریا محیی الدین
- کمال الدین حسین
- حسین الشافعی
- علی صبری
- عمر سلیمان

### نخست‌وزیران
- زکریا محیی الدین
- کمال حسن علی

### رهبران نظامی
- محمد حسین طنطاوی
- عبدالفتاح سیسی
- سعد شاذلی
- سامی عنان
- عبد العزیز سیف الدین